# تیتوسین
تیتوسین (به لاتین: Tytusin) یک منطقهٔ مسکونی در لهستان است که در Gmina Chełm واقع شده‌است.